# Martin Hammitzsch
Martin Heinrich Hammitzsch (Dresda, 22 maggio 1878 – Oberwiesenthal, 12 maggio 1945) è stato un architetto e politico tedesco, noto soprattutto per il rapporto di parentela che lo legava ad Adolf Hitler.

## Vita e carriera

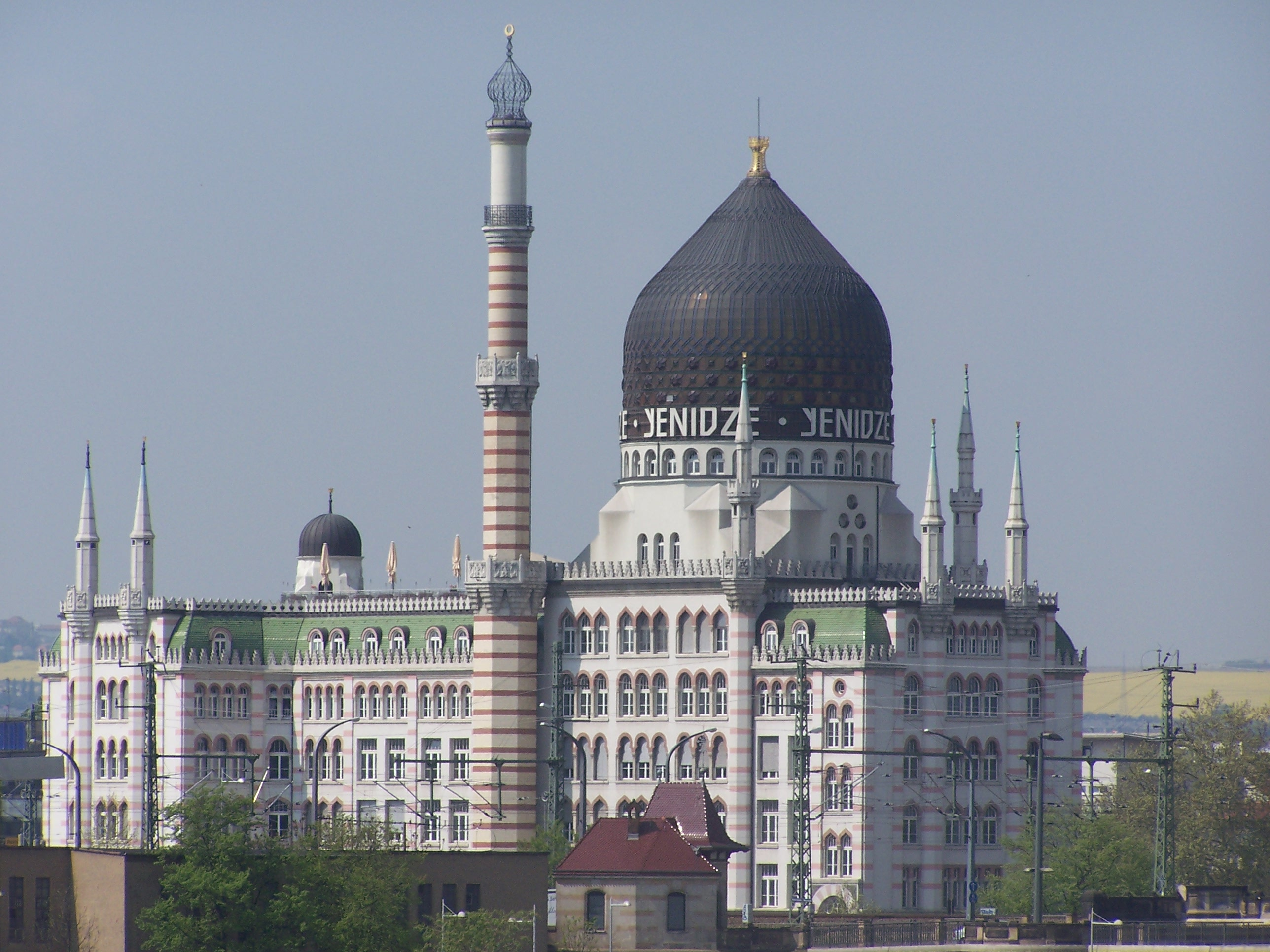
Le caratteristiche torri della Yenidze.

Nato nel quartiere di Plauen da Heinrich Hammitzsch, un capomastro, e da sua moglie Anna, Martin Hammitzsch studiò dal 1894 al 1898 all'Università tecnica di Chemnitz per poi trasferirsi all'Università tecnica di Dresda, dove, nel 1901, si laureò in architettura. Dopo un breve periodo di lavoro come assistente presso il famoso storico dell'arte e architetto tedesco Cornelius Gurlitt, Hammitzsch intraprese numerosi viaggi di studio per poi aprire una propria attività nel 1902. Nel frattempo iniziò anche a insegnare ingegneria edile presso la scuola per costruttori edili (Baugewerkschule) di Norimberga dove, nel 1904, riuscì anche a conseguire un dottorato difendendo la tesi Die Entwicklung der neuzeitlichen Theaterbaukunst (Lo sviluppo dell'architettura teatrale moderna).
Nel 1905 tornò quindi a Dresda, dove lavorò come libero professionista fino al 1909, e dove, dal 1907 al 1909 realizzò la Yenidze, un edificio in stile neomoresco destinato a ospitare una fabbrica di sigarette e costruito in quello stile anche su richiesta del proprietario, Hugo Zietz, sia per soddisfare l’ammirazione per l’architettura religiosa orientale dell’imprenditore che per pubblicizzare il pregiato luogo di origine del tabacco. Dopo le polemiche suscitate dalla costruzione, dovute al fatto che gli abitanti della zona, che era famosa per i suoi edifici storici, in particolare per quelli in stile barocco, mal digerivano lo stile dell'edificio, appartenente a una cultura completamente straniera e ancora molto poco conosciuta, Hammitzsch si trasferì a Chemnitz.
Dopo lo scoppio della prima guerra mondiale, nell'agosto 1914 Hammitzsch si arruolò come volontario nel 22º battaglione del genio militare e, al momento del suo congedo, nel 1919, con il grado di capitano dell'esercito, si era guadagnato la croce di ferro di prima e di seconda classe, la croce di cavaliere di prima e di seconda classe e la medaglia militare dell'Ordine Reale di Alberto di Sassonia.

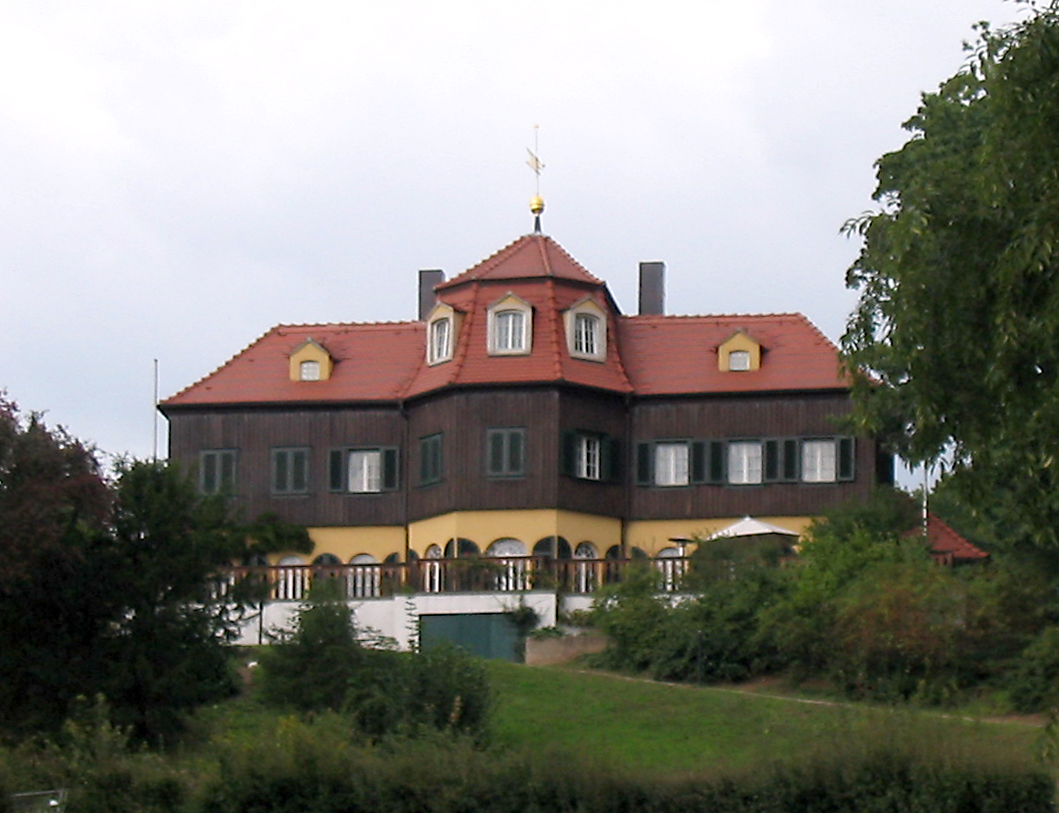
La "Haus in der Sonne", la villa di Hammitzsch a Oberlößnitz.

Tornato a Chemnitz, dove aveva ripreso a insegnare, nel 1920 si trasferì nuovamente nel distretto di Dresda, assumendo la direzione della scuola di architettura di Dresda e vivendo a Oberlößnitz, una cittadina poi incorporata in Radebeul, dove, dal 1917, aveva acquistato la famosa villa chiamata "Haus in der Sonne" (letteralmente: "La casa nel sole") per poi ristrutturarla. Sempre in quegli anni, Hammitzsch iniziò a interessarsi di politica e, dal 1922 al 1933, mantenne la carica di consigliere comunale di Oberlößnitz per il Partito Popolare Nazionale Tedesco (DNVP), per poi entrare nell'esecutivo municipale di Radebeul nel 1934, dopo la sopraccitata incorporazione di Oberlößnitz.
Nel 1935 divenne membro del Partito Nazionalsocialista Tedesco dei Lavoratori e l'anno seguente sposò Angela Hitler, sorellastra di Adolf Hitler. Nel 1937 vendette la Haus in der Sonne al fronte operaio tedesco e si trasferì a Dresda, nella villa al numero 61 di Comeniusstrasse, facente parte di un famoso gruppo di tre storiche ville poi distrutte durante la seconda guerra mondiale. Nel 1938 fu quindi nominato capo del dipartimento delle costruzioni del ministero degli interni sassone, per poi entrare a far parte del consiglio dei ministri nel 1939. Già prima dello scoppio della guerra, Hammitzsch era tornato nella Wehrmacht come capitano della riserva e lasciò l'esercito come colonnello solo nel 1943 per assumere la gestione del dipartimento tecnologico del governo dello Stato sassone. Alla fine della guerra, Martin Hammitzsch si suicidò e il suo corpo venne ritrovato il 12 maggio 1945 nel distretto forestale statale di Oberwiesenthal, vicino al confine cecoslovacco.
Nel corso della denazificazione, nel 1948, per decisione dello SMAD, tutti i beni che furono di proprietà di Hammitzsch furono confiscati e trasferiti alla proprietà pubblica. Autore anche di pubblicazioni sull'architettura teatrale, delle varie opere architettoniche realizzate da Hammitzsch, tra cui figura anche il memoriale di guerra per i caduti della prima guerra mondiale di Eibenstock, la più famosa resta certamente la Yenidze, oggi non più adibita a fabbrica di sigarette ma vera e propria attrazione architettonica di Dresda che, dopo una riqualificazione negli anni 1990, è stata destinata ad ospitare uffici e locali di divertimento.